# Carcinopodia argentata
Carcinopodia argentata là một loài bướm đêm thuộc phân họ Arctiinae, họ Erebidae.